# جزيرة سيميلو كوت
جزيرة سيميلو كوت وهي جزيرة من جزر إندونيسيا، وتقع في إقليم آتشيه.